# Некрофилија
Некрофилија је облик парафилије, према Фрому, „љубав према смрти”. Некрофилија је моћна страст, љубав према свему што у себи нема живота, што је механичко и што се распада. Некрофилија је тежња за претварањем живог у неживо, страсна склоност за уништавањем и за разарањем ради разарања. Она није биолошки дата тежња која постоји равноправно са биофилијом, већ је њена алтернатива.
Фром сматра да некрофилни карактер имају особе којима је својствено да се никада не смеју, шкрте су, говоре хладно и монотоно, воле тамне боје, у међуличним односима су арогантне, а у политичком погледу имају ултраконзервативне, ригидне ставове. Овом типу одговара опис анално-садистичког карактера.